# ルイーズ (オペラ)

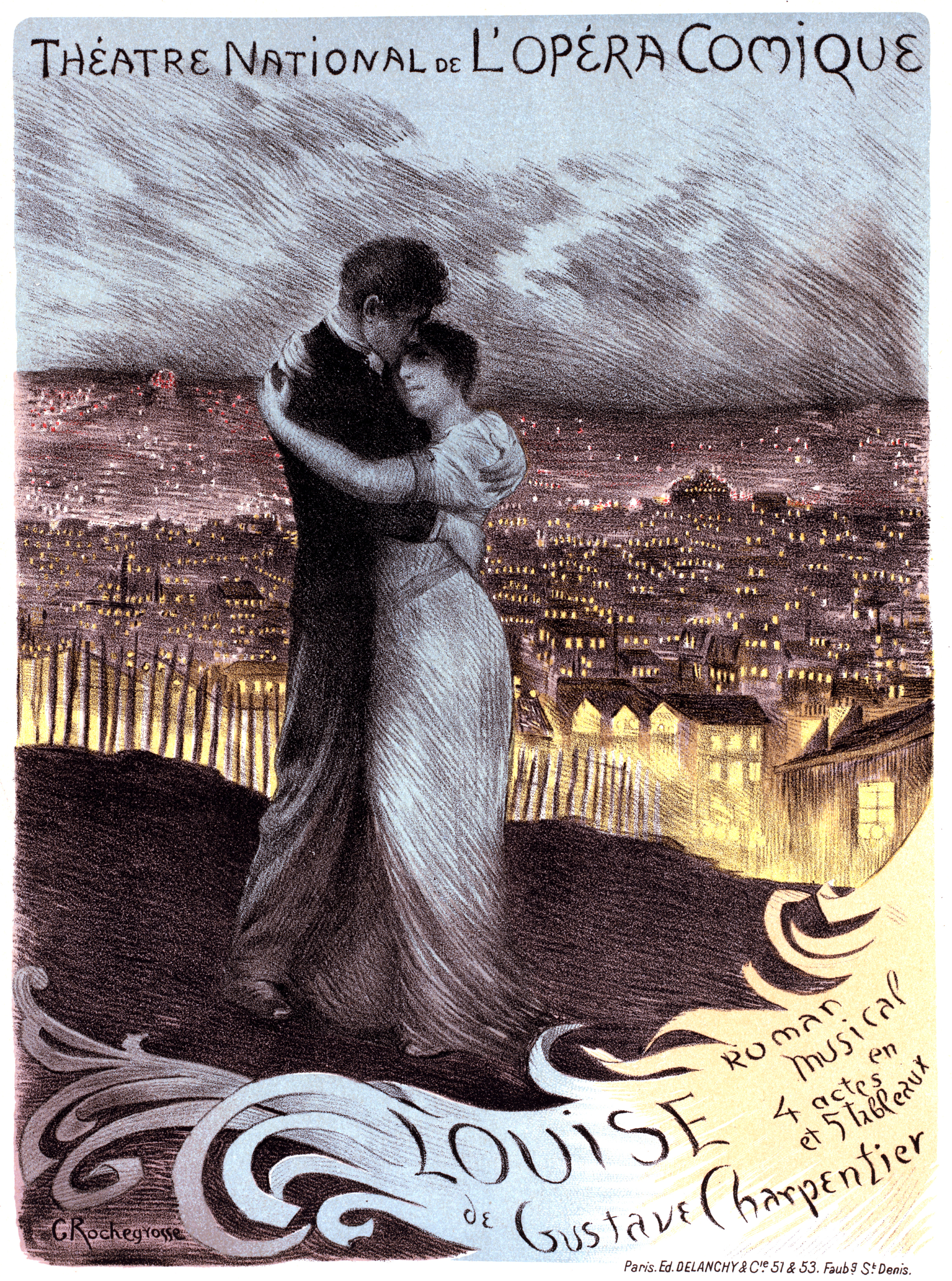
初演時のポスター

『ルイーズ』（仏:  Louise）は、ギュスターヴ・シャルパンティエによる4幕のオペラであり、作曲者自身は音楽小説（Roman Musical）と称している。1900年2月2日にパリのオペラ＝コミック座でアンドレ・メサジェの指揮で初演された。

## 概要

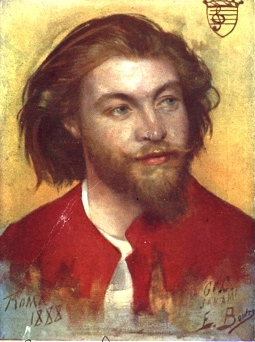

シャルパンティエのローマ大賞受賞によるローマ滞在中の1888年から書き始められ、その後パリに戻り1900年の初演直前に最終的なものが完成した。『ルイーズ』は文学史上エミール・ゾラやギ・ド・モーパッサンの自然主義によるオペラと位置づけられる。イタリア発祥のヴェリズモ（真実主義）とは、庶民層の日常に起きる血なまぐさい殺人事件を扱う文芸作品を指すが、ここで言う自然主義（ナチュラリズム）とはそのヴェリズモの先輩格としてフランスで誕生した潮流である。（フランス語オペラにおけるヴェリズモ・オペラの作品としてはマスネの『ナヴァラの娘』（1894年）をあげることができる。）本作の特徴は普通なら合唱として一括りにされるような端役の歌手までが詳細に役が割り当てられていることが指摘できる。また、オペラの主題となりそうもない労働者階級の日常が表現されている点は斬新と言える。恋愛だけでなく、両親と娘との確執といった当時の世相も克明に表現されている。初演は大成功を収め、最初のシーズンに100回をこなし、1935年までに1,000回という上演数を記録した。1939年にはサイレント映画の『ナポレオン 』や『鉄路の白薔薇』 で名高いアベル・ガンス 監督によりグレース・ムーア（ルイーズ）とジョルジュ・ティル（ジュリアン）、アンドレ・ペルネ（父親）らの出演で映画化され、後にDVDも発売された。

## 初演後

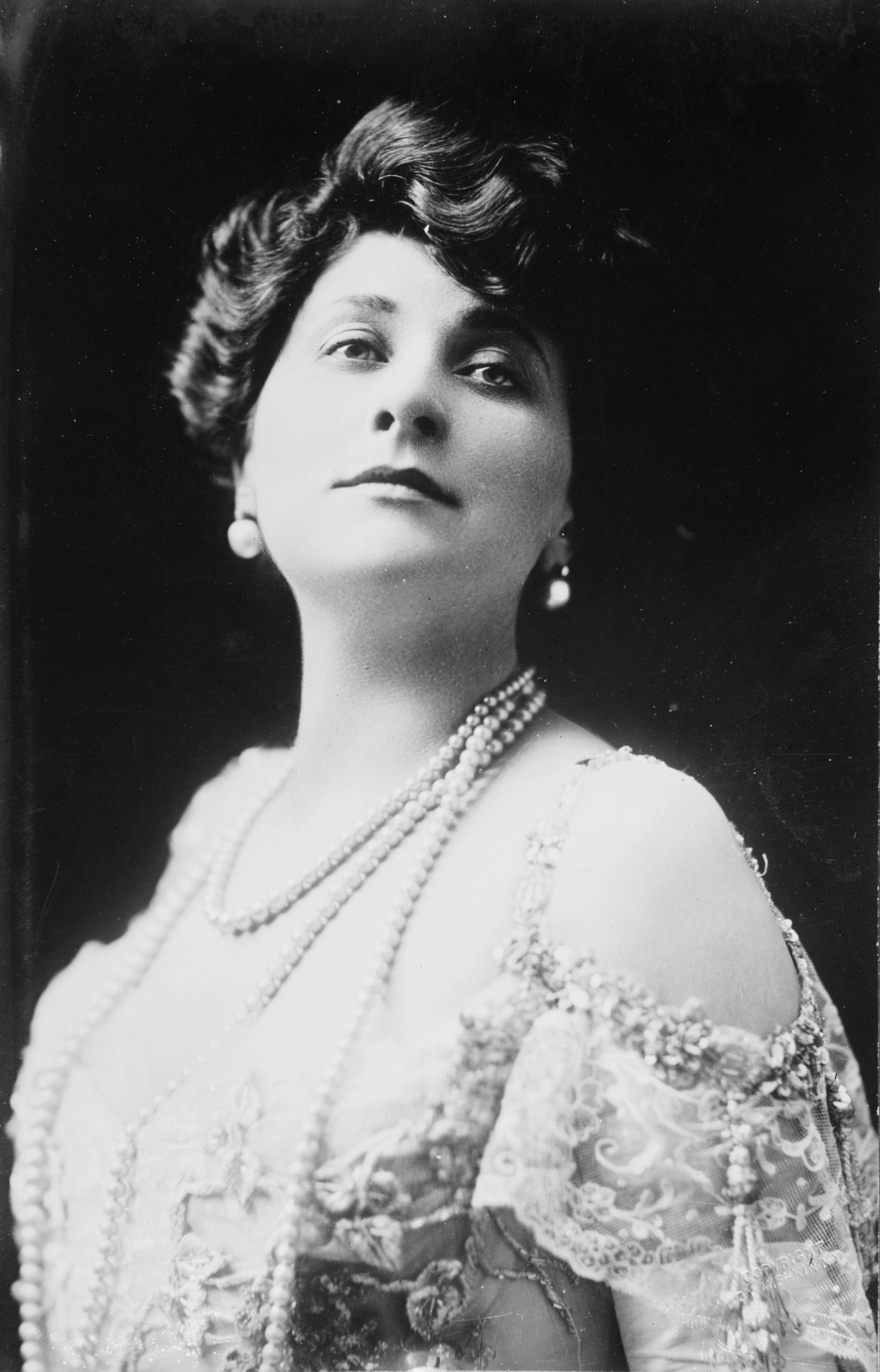
メアリー・ガーデン

この作品はたちまち世界各地で演奏されるようになり、シャルパンティエの名を広めた。1901年にはブリュッセル、ブダペスト、ミラノ、アルジェで、1902年にはベルリン、プラハ、ウィーン、ジュネーヴ、ストックホルムで上演されていった。また、マルト・リオトンの後、1900年4月10日から主役を引き継いだスコットランド出身の名ソプラノ、メアリー・ガーデンにとってもルイーズは当たり役となった。アメリカ初演は1908年1月3日、ニューヨークのマンハッタン・オペラハウスにて、配役はガーデン、プレスラー、ダルモレス、ジリベールら、指揮はカンパニーニであった。イギリス初演は1909年6月18日、ロンドンのコヴェント・ガーデン王立歌劇場にて、配役はエドヴィナ、ベラ、ダルモレス、ジリベールら、指揮はフリガーラであった。1921年1月15日にはニューヨークのメトロポリタン歌劇場でジェラルディン・ファーラーの主演、アルベール・ヴォルフの指揮により上演された。日本初演は青年グループにより1966年3月23日に文京公会堂にて、マンフレート・グルリットの指揮、竹原正三と佐久間俊直の演出、川内澄江（ルイーズ）、高田信男（ジュリアン）、友竹正則（父）、三枝喜美子（母）等により竹原正三の日本語訳にて上演された。「1950年2月28日にオペラ・コミック座では『ルイーズ』50周年を祝う記念公演が催されたが、当時既に90歳の高齢に達していたシャルパンティエは、その晩特に最後の幕を指揮した。フランスの大統領がこの老作曲家に対して、とくに最高のレジョン・ドヌール勲章を贈ったのはその際のことであった」。近年の注目すべき上演としては2007年3～4月と2008年 6～7月のパリ・オペラ座でのものをあげることができる。ミレイユ・ドランシュ（ルイーズ）、グレゴリー・クンデ（ジュリアン）、 ジョゼ・ヴァン・ダム（父）、ジェーン・ヘンシェル（母）、指揮がシルヴァン・カンブルラン、演出はアンドレ・エンゲルであった。なお、この映像はフランスのテレビで放送された。

## リブレット
リブレットはシャルパンティエ自身が草稿を書き、象徴主義の詩人・劇作家サン＝ポル＝ルーがこれに大幅に手を加えて完成させた。作曲者は自らの時代を表すオペラを書こうと心掛けた。『フランス・オペラの魅惑』の著者澤田肇によると「民衆の側に立つゾラの思想の延長線上にある『ルイーズ』は激しい論争の的になった。保守的な人間にとって「自由恋愛」は猥褻以外の何物でもない。登場人物も労働者やお針子ばかりでなく、屑拾いや通りの物売りなどオペラ・コミック座の舞台に相応しくない者が大挙して現れる。しかし、人気は急速に広まる。－中略－ジョルジュ・ビゼーの『カルメン』やマスネの『マノン』といった破天荒な作品を経て、オペラ・コミック座は『ルイーズ』で決定的に「実験的な作品を上演する劇場」という評判を得る」。また、「社会主義的な考え方が歌劇に含まれたのもこの最初とすると言ってよかろう」。

## 楽曲

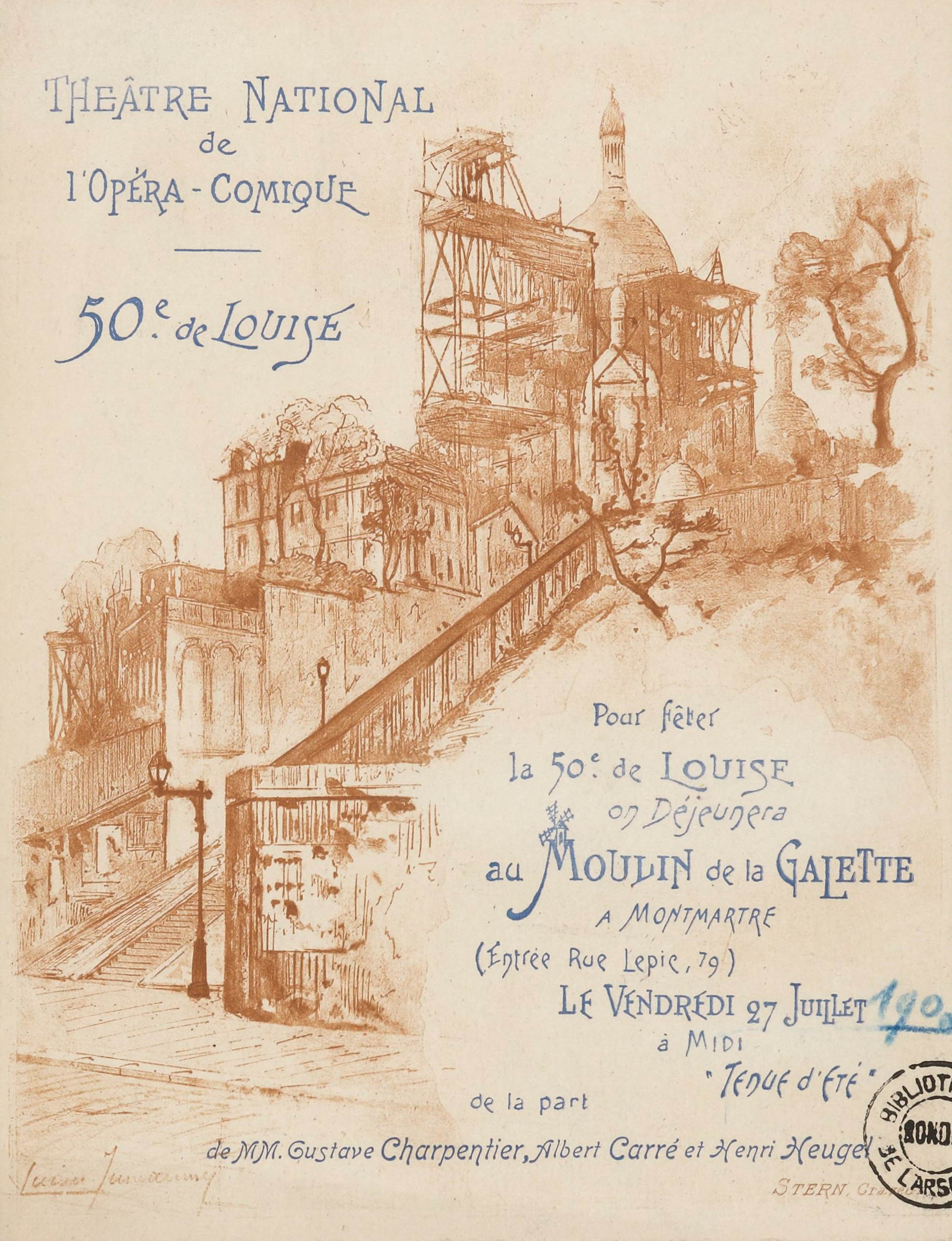
50回目の上演時のポスター

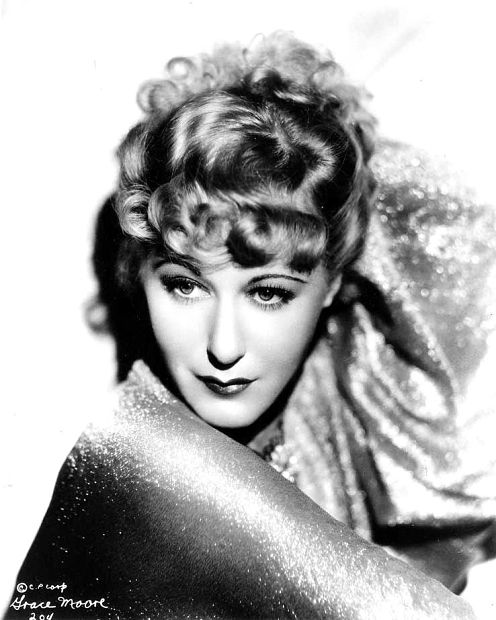
映画版で主演したグレース・ムーア

『オペラ史』を著したグラウトによると「脇役の諸人物は明らかに日常生活から取り上げられ、紛れもないパリの方言で歌う。自由結婚の結末、子供の親に対する義務、貧困の悲惨など社会問題にふれた場面もいくつかある。しかし、このようなリアリズムに並ぶものにシンボリズムがある。とりわけ夢遊病者のよろめく姿は「パリの快楽」の擬人化である。パリ自体がこのオペラの主人公なのである。筋書きの背後にはいつも大都会の姿がある。魅惑的で、神秘的で、人物や出来事のすべてを詩的な雰囲気に包み込むのである。そして、リアリズムとシンボリズムに加えて、センチメント（感情）の要素が加わっている。－中略－第1幕のルイーズと父親との対話はこの上なく優しい愛情に満ちている。「あの日から」というつぶやきが幾度となく繰り返される第3幕の愛の音楽は情熱的に盛り上がる優れた場面である。リブレットではただ同居しているに過ぎないリアリズム、シンボリズム、センチメントという要素を音楽の力でひとつの作品に破綻なくまとめているのはシャルパンティエの優れた手腕である。「この自由恋愛擁護の作品が引き起こした、いわゆる因習的且つ、扇動的側面を持った諸々の反対を並外れて生き生きとした青春の息吹は吹き飛ばしてしまう。活発で、詩情も色彩も豊かな音楽の中で、かの有名なパリの街の叫びを上手く利用している第2幕の冒頭および第3幕の「ミューズの戴冠」といった勇壮な部分、さらに、ルイーズの一連のロマンスなどは抜きん出て素晴らしいのである」。また、色彩豊かなオーケストレーションも大きな特徴となっている。ヴィオラ・ダモーレからミシン（エリック・サティの『パラード』のタイプライターのように日用品を楽器として使うことの先駆け）に至るまで多彩な楽器が使われている。

## 登場人物
| 人物名           | 役                   | 声域               | 1900年 2月2日初演のキャスト （指揮者： アンドレ・メサジェ） |
| ---------------- | -------------------- | ------------------ | ----------------------------------------------------------- |
| ルイーズ         | 若いお針子           | ソプラノ           | マルト・リオトン                                            |
| ジュリアン       | ルイーズの恋人・詩人 | テノール           | アドルフ・マレシャル                                        |
| ルイーズの父     | －                   | バリトン           | リュシアン・フィジェール                                    |
| ルイーズの母     | －                   | メゾ・ソプラノ     | ブランシュ・デシャン=ジェアン                               |
| 夜歩きの男       | 後に愚者の法王       | テノール           | エルネスト・カルボンヌ                                      |
| マルグリット     | お針子の娘           | ソプラノ           | フーケ                                                      |
| シュザンヌ       | お針子の娘           | メゾ・ソプラノ     | ステファヌ                                                  |
| ジェルトリュード | お針子の娘           | メゾ・ソプラノ     | ドゥルヌ                                                    |
| イルマ           | お針子の娘           | ソプラノ           | ジャンヌ=ルイーズ・ティペーヌ                               |
| カミーユ         | お針子の娘           | ソプラノ           | マリー・ドゥ・リール                                        |
| マドレーヌ       | お針子の娘           | ソプラノ           | ドゥ・ルージェ                                              |
| エリーズ         | お針子の娘           | ソプラノ           | ドゥ・クラポンヌ                                            |
| お針子の監督     | －                   | ソプラノ           | デル・ベルネルディ                                          |
| お針子の見習い   | －                   | ソプラノ           | ヴィルマ                                                    |
| くず屋           | －                   | バス               | フェリクス・ヴュイユ                                        |
| くず屋の女       | －                   | ソプラノ           | ミカエリ                                                    |
| 石炭拾い         | －                   | ソプラノ           | ポリーヌ・ヴェヤン                                          |
| 牛乳屋           | －                   | ソプラノ           | クレール・ペレ                                              |
| 新聞売り         | －                   | ソプラノ           | アルジャン                                                  |
| 便利屋           | －                   | バス               | レオン・ロティエ                                            |
| 掃除婦           | －                   | メゾ・ソプラノ     | エステル・シュヴァリエ                                      |
| ソング・ライター | －                   | バリトン           | デュフール                                                  |
| 彫刻家           | －                   | バス               | ギュスターヴ・ユベルドー                                    |
| ２人の哲学者     | －                   | テノールとバリトン | ダンジェ、ヴィオー                                          |
| 詩人             | －                   | テノール           | ラッパポール                                                |
| 学生             | －                   | テノール           | レオ・デヴォー                                              |
| 画家             | －                   | バリトン           | ルイ・ヴィアネンク                                          |
| ２人の警官       | －                   | バスとバリトン     | ミショー、エチエンヌ・トロワ                                |
| ボヘミアン       | －                   | テノール           | イポリット・ベローム                                        |
| 古着屋           | －                   | テノール           | クラサン                                                    |
| 見習い           | －                   | ソプラノ（子供）   | プチ・ジョルジュ                                            |
| 踊り子           | －                   | ダンサー           | エダン・サントーリ                                          |

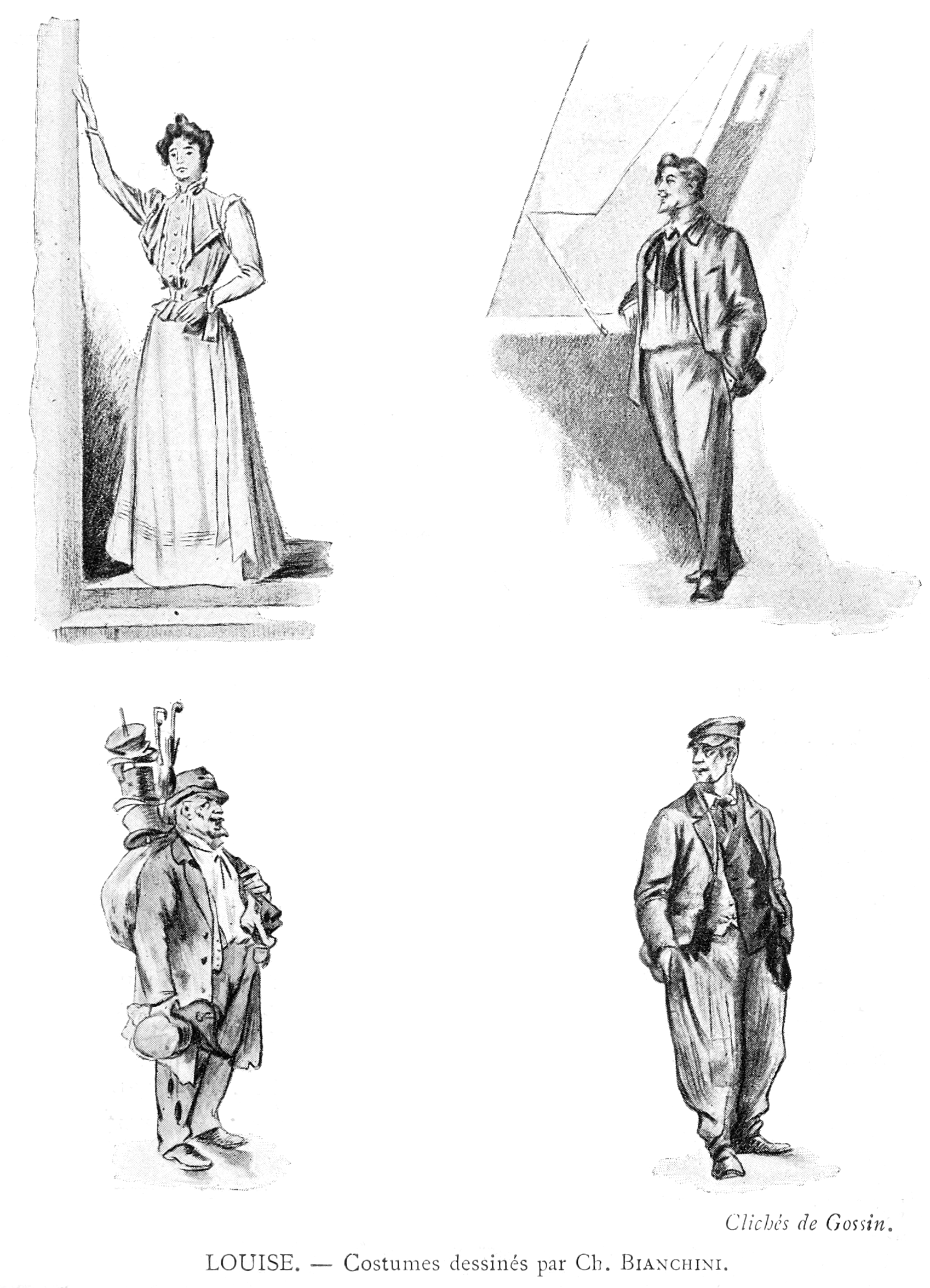
初演時の衣装

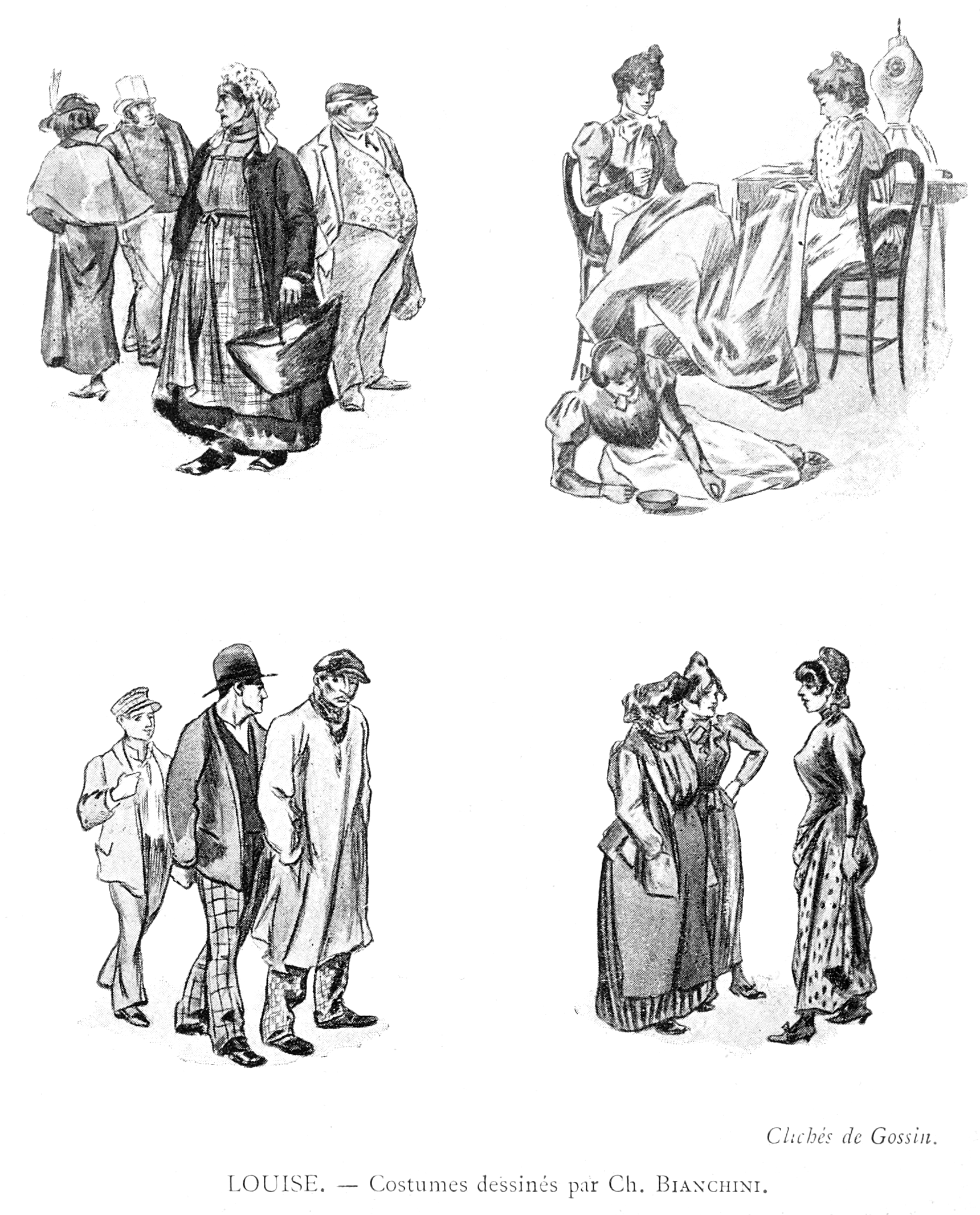
初演時の衣装（続き）

- 合唱: 芸術家たち、アラブ人の行商人、物売りたち、浮浪者たち、物乞いたち、住人たち

## あらすじ
時と所：19世紀末のパリ、モンマルトル地区

### 第1幕
労働者街にあるルイーズの家

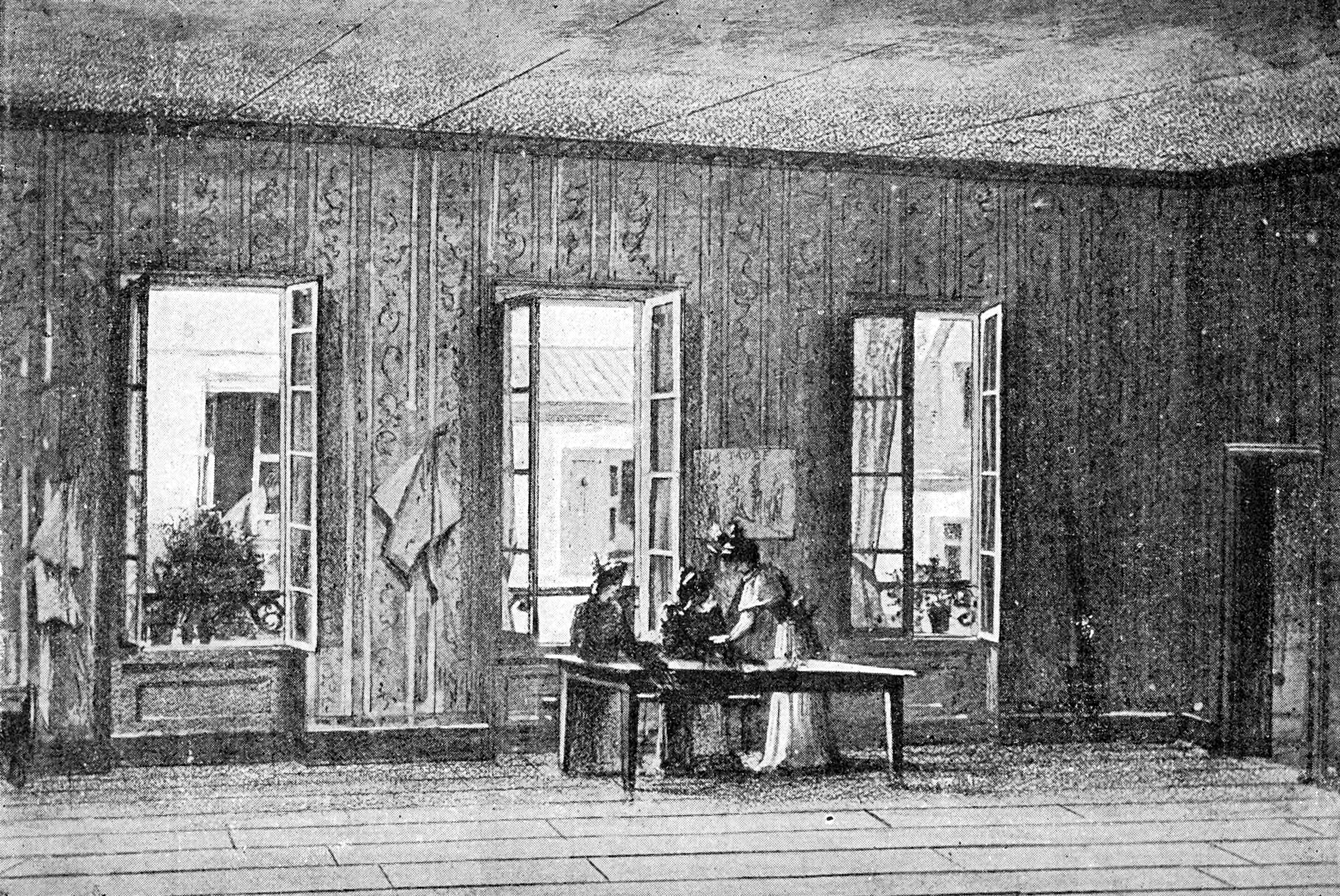
ルイーズのアパート

ルイーズは自宅のバルコニーで、向かいのアパートのテラスにいるジュリアンと恋人同士の会話を楽しんでいる。ジュリアンと結婚したいが、両親を悲しませることになり、反対に両親の言いなりになって、ジュリアンと別れるなら、自分の心は死んでしまうと心情を吐露する。ジュリアンはルイーズの父に手紙を書いて、二人の結婚を許してもらおうと提案する。さらに、それが受け入れられなければ駆け落ちしかないと言う。ジュリアンは「君のようなとびきりの笑顔のモナリザはいない」と歌い。音楽は抒情性を高めつつ、二人が並行するオクターヴで愛を語っている。
威圧的な音楽と共に買い物から帰って来たルイーズの母親は、２人の姿を見つけるや否やルイーズを家の中へ入れ、あんな男を相手にしてはいけないと娘を叱りつけた。ルイーズの母は、安定した収入もなく芸術家のつもりでいるジュリアンと、娘が付き合うことに反対なのだ。ルイーズはジュリアンだって、しっかりした伴侶がいれば、酒場に入り浸ったりしないと主張し、ジュリアンの心を射止めたことを自慢し、母の怒りを煽る。この場面はシャルパンティエには珍しく半音階和声を多用している。
父親が空腹を抱えて「夕飯はできているか」と仕事から帰えると夕飯の食卓の場面となる。母は恋に一生うつつをぬかして過ごす金持ちの話をすると、父は「平等なんて、ただのご立派な言葉だな」とこぼすが、これは政治的なメッセージを含む最初の言葉として注目される。「隣のジュリアンから、ルイーズと結婚したい」という手紙を貰っていると話す。ルイーズは父の反応を心配そうに観察していると「一度家に連れて来なさい」と言う。父親としては娘可愛さから同情的な態度を示す。一方、母親としては妥協を許さぬ厳しい態度をとって、「そんなことは許さない」と激しく怒り出す。父は母との力関係から母親の意見に従わざるを得ず、結局父親はルイーズにジュリアンとの結婚は諦めるよう諭さざるを得なかった。ルイーズはそれならどうやって最良の結婚相手を選べばいいのかと食い下がる。父親は経験が大事なのだと優しく彼女に言った。そして娘の気を落ち着かせようと、いつものように新聞を読んでくれと頼むと、ルイーズは新聞を読み始めると感情を堪えきれず泣き出してしまうのだった。

### 第2幕

#### 第1場
モンマルトルの丘のふもと

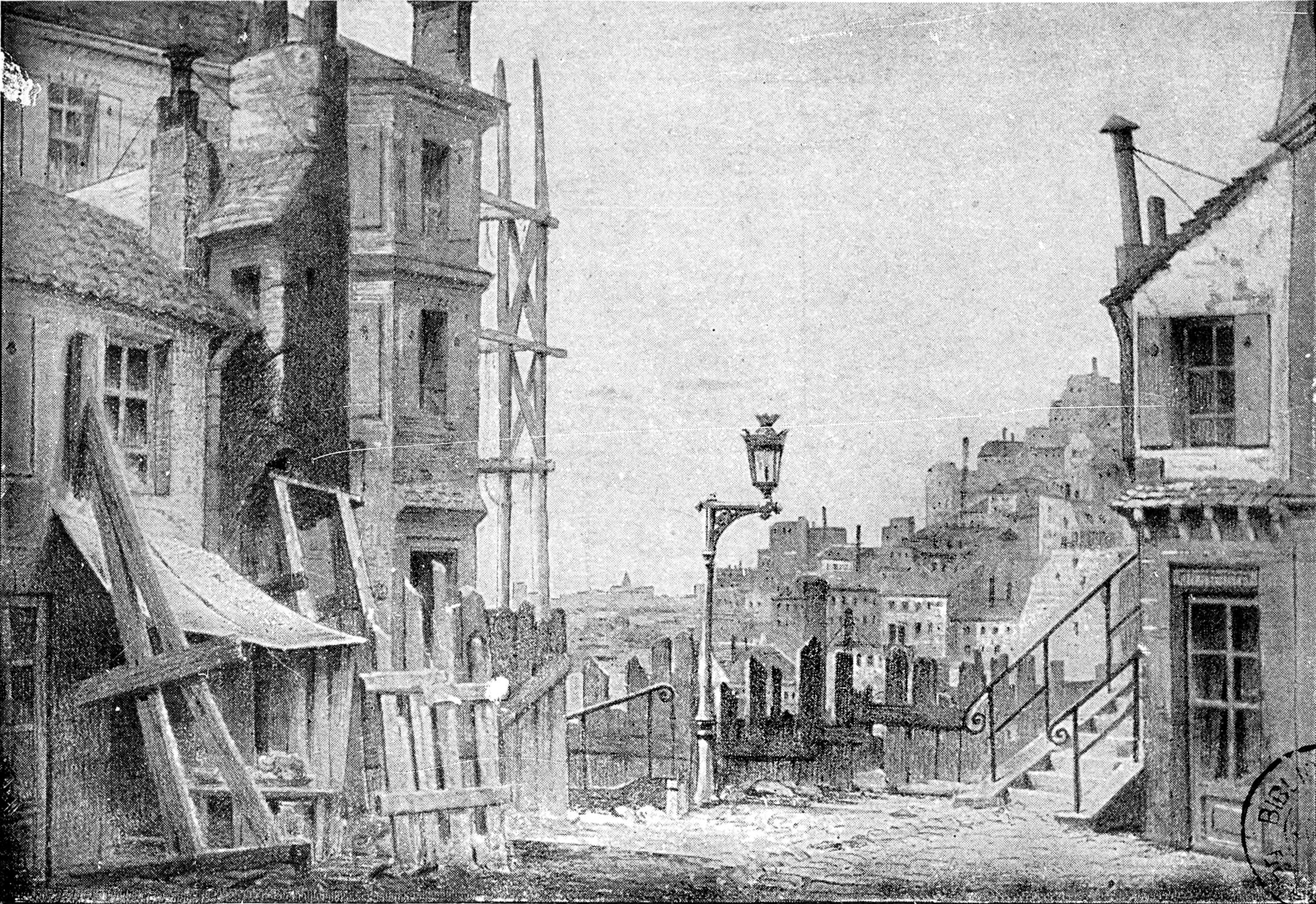
モンマルトルの情景

「目覚めるパリ」と題される前奏曲と共に幕が開く。この前奏曲は最初に出てきた単純な動機をつなぎ合わせたものである。早朝。丘のふもとの四つ角で、物売りの女たちが話をしていると、一晩中この周辺を彷徨っていた一人の夢遊病の男が現れ、自由を謳う演説を始める。この男が物売りの若い娘にちょっかいを出すので、周りの女たちは彼を追い払う。様々な物売りたちが「柔らかいベッドと心地よい服は皆のものじゃないの」と政治的なメッセージを含む話をする。近くにいたくず屋が「俺の大事な一人娘もあんな男に騙されて家を出て行った」と溜息をつくと、牛乳屋の女が私なんか忙しすぎて恋をする暇なんかなかったと言う。他の者が天国の話をし出すと、別の者が「天国と言えばやっぱりパリだ」と呟く。路地では警官が浮浪者を追い払っている。ジュリアンが友達のボヘミアンたちを伴って現れ、恋人のルイーズがお針子として働いている仕事場の前で立ち止まる。ここならルイーズの母親に邪魔されずに、彼女と話せると思ったからだ。ボヘミアンたちはルイーズを我々のミューズにしようなどと言う。哲学者が「私の人生の夢は中産階級になることさ」などと話している。ボヘミアンたちは「彼女とうまくいくことを祈るよ」と去っていく。ジュリアンはひとりルイーズがやって来るのを待った。程なくして母親に伴われたルイーズがやって来て、母親と別れたところをジュリアンが捉まえるが、ルイーズは両親の気持ちを無視できずにいることもありもう仕事が始まる時間だからと仕事場へ入ってしまうのだった。

#### 第2場

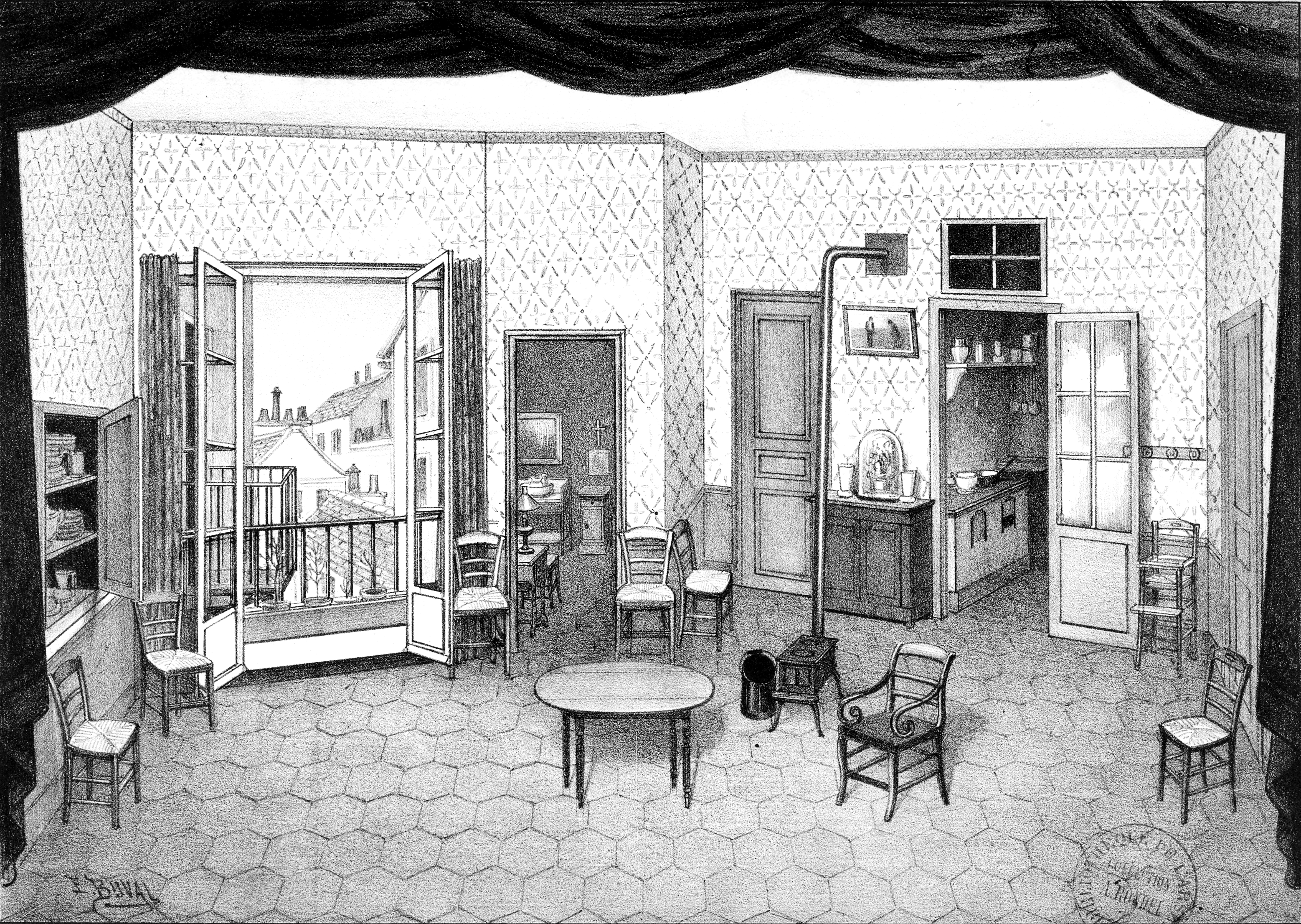
お針子の仕事場
お針子たちがルイーズを「恋煩いの娘」と冷やかしていると、外から楽隊の音楽と共にジュリアンの歌声が聴こえてきた。ジュリアンはギターを弾きながら恋のセレナードを歌っている。お針子の娘たちは窓辺で喜んできれいな声だと言いつつ歌を聴いているが、肝心のルイーズは浮かない顔をしている。娘たちは「ルイーズは恋をしているんでしょ」としきりに冷やかす。そのうち歌に飽きてきた娘たちが、深刻そうにしているルイーズを非難し出したので、居たたまれなくなったルイーズは、体調が優れないと言って仕事を早退すると告げてジュリアンの許へと向かうのだった。お針子の女監督はルイーズの反抗的な態度に唖然とするばかりであった。

### 第3幕

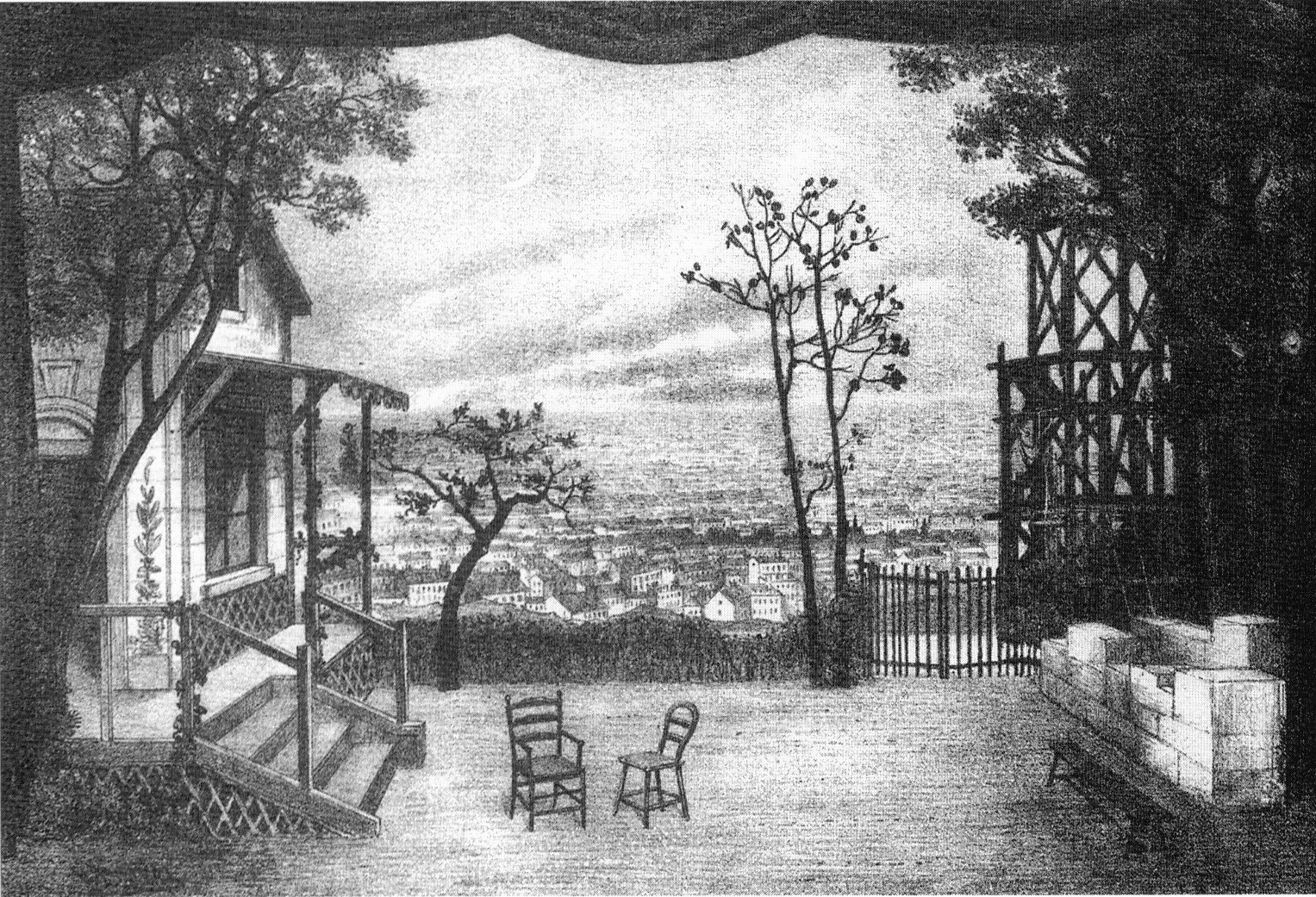
モンマルトルの丘の上
前奏曲「遠い街で」で幕が上がる。丘の上の小さな庭から、ルイーズとジュリアンがパリの街を見下ろしている。ジュリアンとしびれるような同棲生活を始めたルイーズは、甘い愛の歌を歌う「その日から」（Depuis le jour ou je me suis donnee）。自由を手中にしルイーズは、今まで自分がいかに束縛されていたかと語ると、ジュリアンはそれを親のエゴイズムだと非難した。街に灯りがともり始める中、2人がパリを讃える歌を歌っていると、ボヘミアンたちや浮浪者、野次馬などが集まって来て、周囲が騒がしくなる。「愚者の法王」と称する男(実は第2幕の夢遊病の男)が現れて、ルイーズをモンマルトルの女神として崇め、戴冠式を行うと言い、場は大いに盛り上がる。ここはグランド・オペラ並みのスペクタクルとなっている。そこへルイーズの母親がやって来て、父親が病気で弱っており、ルイーズに会いたがっているので、少しの間でいいから帰って来てほしい、そうすれば父親の病気もきっと回復するだろうと懇願する。周りの者は皆立ち去り、ジュリアンは母親の娘は必ずジュリアンに返すと約束するとそれを信じて「帰ってあげなさい、自分は首を長くして待っているから」とルイーズを送り出すのだった。ルイーズは後ろ髪を引かれる思いで母と共に実家へ帰るのだった。

### 第4幕
ルイーズの実家のアパート

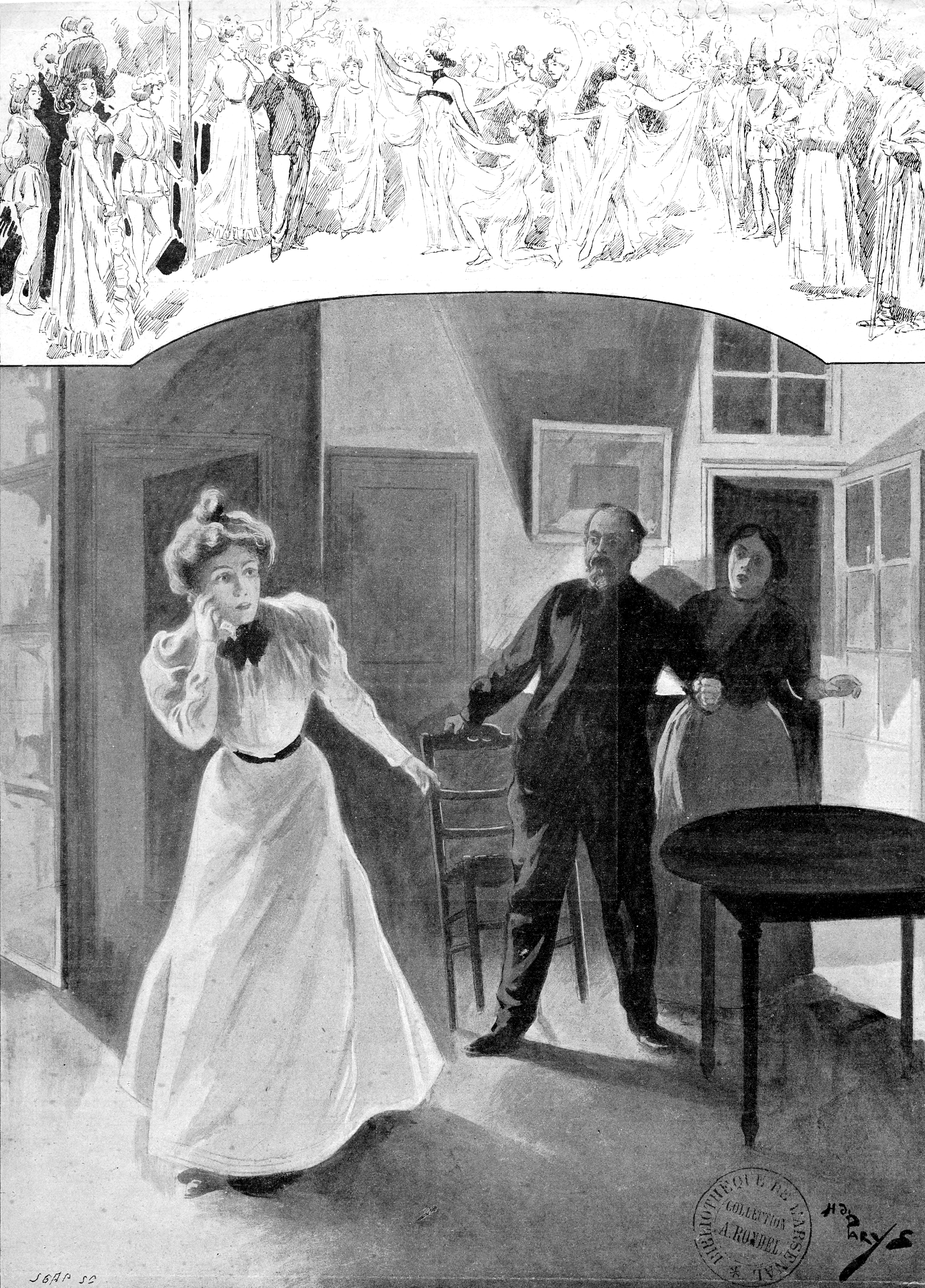
家を出るルイーズ

母親はジュリアンが住んでいたアパートが取り壊され、見晴らしが良くなったと言いつつ、父親の面倒を見ている。ルイーズの父親は「運命のくびきに押しつぶされ」と嘆き、気難しい性格になってしまった。ルイーズはジュリアンの許に返すという約束を母親に反故にされ、母親を責めるばかりである。母親は本気で返す気などなかったと開き直る。そのうち父親は娘が生まれてこの方ずっと娘の幸福ばかりを願ってきたのにジュリアンのような男と駆け落ちして出ていくとは何と言う裏切りだと嘆く。そして、小さな頃は素直で可愛い子だったとルイーズを小さな子供のように自分の膝の上に乗せる。ルイーズはもう子供じゃないし、私には自由に恋愛をする権利があるはずと訴える。その言葉に始めは穏やかだった父親も、次第に興奮して怒り始める。そして、ついに激しい口論となり、ルイーズは狂ったように両親を「勘違いの愛情だ」と責めると、声が聞こえると言い、狂ったように歌い出す。見境が無くなった父親がルイーズを家から叩き出すと、ルイーズは夜の闇へと消えていった。父親は興奮が冷めると我に返り、「ルイーズ！ルイーズ！」と娘の名を叫ぶが、娘の姿は見当たらない。父親はパリを恨みながら「パリめ！」うなるのだった。こうして、詩情に溢れた大都会パリへの壮大な賛歌が幕を閉じるのであった。

## 楽器編成

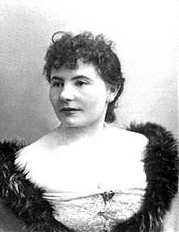

- 木管楽器:､ フルート3（3番はピッコロ持ち替え）、オーボエ2（2番はイングリッシュホルン 持ち替え）、クラリネット3（3番はバス・クラリネット持ち替え）、ファゴット2
- 金管楽器:ホルン4、トランペット3、 トロンボーン3、バス・チューバ1
- 打楽器:ティンパニ、大太鼓、スネアドラム、トライアングル、シンバル、 タンバリン
- チェレスタ1 、ハープ2
- 弦五部。

## 上演時間
第1幕：約40分、第2幕：約50分、第3幕：約50分、第4幕：約35分)合計：約3時間

## 主な録音
| 年   | 配役 ルイーズ ジュリアン ルイーズの父 ルイーズの母                            | 指揮者、 管弦楽団および合唱団                                                            | レーベル                     |
| ---- | ----------------------------------------------------------------------------- | ---------------------------------------------------------------------------------------- | ---------------------------- |
| 1956 | ベルト・モンマール アンドレ・ラローズ ルイ・ミュジ ソランジュ・ミッシェル     | ジャン・フルネ パリ・オペラ＝コミック座管弦楽団 パリ・オペラ＝コミック座合唱団           | CD: Philips ASIN: B00000I8D7 |
| 1976 | イレアナ・コトルバス プラシド・ドミンゴ ガブリエル・バキエ ジャーヌ・ベルビエ | ジョルジュ・プレートル ニュー・フィルハーモニア管弦楽団 アンブロジアン・オペラ・コーラス | CD: Sony ASIN: B00000279H    |
| 1977 | ビヴァリー・シルズ ニコライ・ゲッダ ジョゼ・ヴァン・ダム ミニョン・ダン       | ユリウス・ルーデル パリ・オペラ座管弦楽団 パリ・オペラ座合唱団                           | CD: EMI ASIN: B00004U65L     |
| 1983 | フェリシティ・ロット ジェローム・プリュエット エルネスト・ブラン リタ・ゴール | シルヴァン・カンブルラン モネ劇場交響楽団 モネ劇場合唱団                                 | CD: ERATO ASIN: B00004W46V   |